# Deleatur

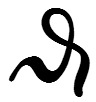
Znak deleatur z fontu Martina Vogela MarVoSym.ttf.

Korekturní znaménko deleatur

Deleatur (lat. budiž vypuštěno, doslova budiž zničeno, vymazáno), popř. dele (znič, vymaž) je korekturní znaménko, kterým korektor označuje sazeči části textu k smazání (od jednoho písmene, přes slovo až po celé odstavce). Symbol této značky vychází z minuskulního d v kurentu, podobá se také řeckému písmenu théta. Nemá sice svou značku v Unicode, ale dá se nahradit tvarově velmi podobnou značkou pro německou měnovou jednotku fenik, což je skriptové minuskulní d vycházející z kurentu, které má ale na rozdíl od původního znaku svůj tah ukončen směrem dolů pod účaří): ₰ (U+20B0).